# Ernstbrunn
Ernstbrunn è un comune austriaco di 3 160 abitanti nel distretto di Korneuburg, in Bassa Austria; ha lo status di comune mercato (Marktgemeinde).

## Geografia
Le comuni catastali sono Au, Dörfles, Ernstbrunn, Ernstbrunnerwald, Gebmanns, Klement, Lachsfeld, Maisbirbaum, Merkersdorf, Naglern, Oberleis, Simonsfeld, Steinbach e Thomasl.